# Eichleriella incarnata
Eichleriella incarnata är en svampart som beskrevs av Bres. 1903. Eichleriella incarnata ingår i släktet Eichleriella och familjen Auriculariaceae.   Inga underarter finns listade i Catalogue of Life.